# Hanzel und Gretyl
Hanzel und Gretyl est un groupe de metal industriel américain, originaire de New York. Il est formé en 1993 par Kaiser Von Loopy et Vas Kallas.
Partageant une vision du monde dominée par la montée en puissance des machines et en se donnant les moyens de donner à cette vision un son-propre, ils créent le concept de Hanzel und Gretyl qu'ils nommeront « futuriste, post-apocalyptique et conte de fées extraterrestres allemand. » Il est souvent considéré à tort comme étant un groupe allemand à cause de leur utilisation intensive de cette langue dans leurs paroles.

## Biographie

### Débuts (1993-1999)
Après leur formation en 1993 et la mise en place de leur concept, Hanzel und Gretyl sortira en 1995 son premier album, Ausgeflippt, sur le label Energy Records. L'album recevra d'excellentes critiques de la part de la presse américaine et le single Shine 2001 atteindra la première place du Alternative Press Dance Chart aux États-Unis. Grâce aux critiques positives, Marilyn Manson remarquera le groupe et leur proposera d'ouvrir ses concerts en support avec Clutch en 1995 puis directement en 1996.
En 1997, Transmissions from Uranus, le deuxième album, est édité, et la première tournée en tête d'affiche d'Hanzel und Gretyl sera organisée ainsi que des tournées en ouverture de Prong, Slipknot et Rob Halford. Cette année sera importante pour Hanzel und Gretyl ; Le titre 9D Galactic Center de l'album Transmissions from Uranus sera sélectionné pour la bande originale du film Mortal Kombat : Destruction finale, et Hanzel und Gretyl jouera lors des MTV Music Awards de 1997. En 1998, Hanzel und Gretyl jouera avec Rammstein lors du CMJ Festival de New York, aux États-Unis, puis ouvrira pour eux lors de leur première tournée américaine.

### Fukken Über (2002-2013)
En 2002, Hanzel und Gretyl se retrouve hors contrat, récupère tous ses droits à la suite de la fermeture du label Energy Records, et signe avec le label Metropolis Records. 2003 marquera la sortie du troisième album, Uber Alles. Cet album recevra de nouveau d'excellentes critiques de la part des médias américains, recevant même un « quatre étoiles » au magazine Kerrang!. Hanzel und Gretyl recrutera Anna K. (Drain) et Jon Osterman pour les soutenir lors de leurs prestations en concert. Hanzel und Gretyl jouera en ouverture lors de la tournée de Genitorturers.
Scheissmessiah, le quatrième album, sortira en 2004. Il sera sélectionné dans les Hot Topics du iTunes Music Store ce qui lui permettra d'avoir une distribution nettement plus importante. Il sera noté, par les fans de metal industriel, comme un album indispensable et au même niveau que Nine Inch Nails, KMFDM ou Ministry par le magazine Revolver. Hanzel und Gretyl jouera, en ouverture de la tournée de Ministry, des concerts complets dans des salles de 2000-3000 personnes et recevra un accueil extrêmement positif. Mark Barker de Ministry rejoindra l'équipe d'Hanzel und Gretyl après la tournée. En 2006, ils changeront de management pour Dark Moon Entertainment et entreront en studio pour sortir un mini-CD, Oktotenfest 2006 en support de leur tournée en tête d'affiche, le Oktotenfest 2006 Festival Tour, et avec Bella Morte en soutien.
En début juin 2012, HuG termine la tournée Born to Be Heiled notamment en Australie, au Canada, en Russie, et en Europe. Born to Be Heiled, leur sixième album, est publié le 27 novembre 2012, devenant le premier publié par le label Metropolis Metal Records, une filiale de Metropolis Records. Ils sortent un an plus tard, en 2013, Hanzel und Gretyl Für Immer, qui comprend des remixes de leur prédécesseur Born to Be Heiled chez Metropolis Records le 8 octobre 2013.

### Black Forest Metal(depuis 2014)
Octobre 2014 assiste à la sortie du septième album du groupe, Black Forest Metal. En 2015, Hanzel und Gretyl joue à quelques dates américaines, et retourne en octobre en Europe, au Royaume-Uni, en Russie, et pour la première fois en Grèce. Le 25 septembre 2015, Hanzel und Gretyl apparait dans le DVD/Blu-ray Rammstein In Amerika, avec notamment Steven Tyler, Kiss, Marilyn Manson, Iggy Pop, Korn, et Slash.

## Membres

### Membres actuels
- Kaiser Von Loopy - chant, guitare, programmation
- Vas Kallas - chant, guitare, programmation
- Chris Kling - batterie

### Membres live
- Anna K - basse
- Mark Baker - batterie
- Jon Osterman - batterie (ancien)

## Discographie
- 1994 : Kindermusik
- 1995 : Ausgeflippt
- 1997 : Transmissions from Uranus
- 2003 : Uber Alles
- 2005 : Scheissmessiah
- 2006 : Oktotenfest 2006
- 2008 : 2012 Zwanzig Zwölf
- 2012 : Born to Be Heiled
- 2014 : Black Forest Metal
- 2018 : Satanik Germanik
- 2019 : Hexennacht